# Bitwa pod Ettlingen
Bitwa pod Ettlingen (znana również jako bitwa pod Malsch) – starcie zbrojne, które miało miejsce 9 lipca 1796 roku podczas wojny Francji z pierwszą koalicją.
Generał Moreau przewidując uderzenie armii austriackiej arcyksięcia Karola zaatakował Austriaków, których pozycje znajdowały się na południowy zachód od Ettlingen między Oettingheim a Malsch. Dowodzący prawym skrzydłem armii francuskiej generał Gouvion Saint Cyr większość swych wojsk ukrył w lasach, a na Oettingheim ruszył z niewielkimi siłami. Austriacy widząc, że atakują ich niezbyt duże siły dali się sprowokować i ruszyli do kontrataku, wpadając na ukrytych w lasach żołnierzy francuskich. Lewe skrzydło austriackie zostało całkowicie rozbite, jednak prawe skrzydło austriackie, które zajmowało pozycje pod Malsch, stawiło lewemu skrzydłu francuskiemu, dowodzonemu przez generała Desaixa twardy opór. Liczne ataki Francuzów nie dawały rezultatu i wieś Malsch do końca bitwy pozostała w austriackich rękach. Arcyksiążę Karol pod wrażeniem klęski swego lewego skrzydła i w obawie przed okrążeniem podjął w końcu decyzję o przerwaniu walki i odwrocie w kierunku Schwarzwaldu.